# Glissomonadida
A Glissomonadida bakterivor és algivor sikló ostorosok rendje az ostorosokból, amőbákból és ostoros amőbákból álló Cercozoa törzsben. Sok jobbára leíratlan talajlakó és édesvízi élőlényből áll. A Cercomonadida testvércsoportja, a két rend együtt alkotja a sikló talajlakó Pediglissa ostoroskládot.

## Történet
Eleinte család szintjén írták le Kent 1880-ban Heteromitidae – e leírást Mylnikov 1990-ben, majd Karpovval együtt 2004-ben módosította – és Hollande 1952-ben Bodomorphidae néven.
Először 2009-ben írták le Glissomonadida néven rend szintjén Howe et al., meghatározását 2013-ban egészítették ki Hess és Melkonian.
Három csoportját, az Allapsinát, a Sandoninát és a Pansomonadinát Thomas Cavalier-Smith hozta létre 2018-ban. 2022-ben megjelent cikkében a makk-V-szerkezet jelenlétét ő egy Glissomonadida-fajjal igazolta.
Egy 2017-ben megjelent tanulmány 25, korábban a Plasmodiophora brassicae NGY-típusként besorolt LSU rRNS-ről kimutatta, hogy nem a Plasmodiophora brassicae, hanem a Glissomonadidába tartozó Neoheteromita globosa rokona.
A Viridiraptoridaet és a Pansomonadidaet Adl et al. 2019-ben a Glissomonadidától külön tárgyalták, azonban mindkettő a Glissomonadida alatt szerepel egy 2018-as összefoglalóban, a Viridiraptoridae pedig egy 2021-es tanulmányban is a Glissomonadida részeként szerepelt.

## Morfológia

### Külső
Kevéssé amőboid állati ostoros klád csupán egy sejtmembránnal. Közös őse feltehetően kétostorú volt rövid elülső és hosszú hátulsó ostorral, mely utóbbin csúszott. Sikló fajai hátulsó vége általában lekerekített, így a sejt tojás alakú. Egyes fajok ideiglenesen sejtplazmafarokkal rendelkezhetnek, melyek a legtöbb Cercomonadida-fajjal ellentétben a hátulsó ostor mentén nem halad. Legalább 2 nemzetsége, az Orciraptor és a Viridiraptor, képes a felszínhez rögzülő amőboid állapotba térni.
A csoportba tartoznak a siklást elvesztett csoportok, például az úszó sejtekből álló Proleptomonas. E nemzetség másban kivételes: elülső ostora a hátulsónál hosszabb, a hátulsó pedig a sejthez rögzül, és nem használja siklásra.
Általában kicsi, 5–10 μm-es.

### Belső
A legtöbb faj nem rendelkezik morfológiai ismertetőjeggyel: nincs sejtgarat, mély ostormélyedés vagy betüremkedés. A különösen megnyúlt, és módosult sejtvázú Proleptomonas kivételével a sejtmag általában elöl van, és a kinetidához rögzül fejlett rostos gyökerekkel. Általában két hátulsó és egy elülső, mikrotubulusokból álló centriólumgyökér van. Egy kontraktilis vakuólum van általában hátul. A mag hátulsó oldalához mikrotest kapcsolódik a Proleptomonas kivételével. A Golgi-készülék általában a sejtmaghoz kapcsolódik, ez nem minden Cercozoa-fajban van így.
A két ostor azonos vastagságú, és egyszerű, paraxonémás hasáb, masztigonéma vagy pikkely nélkül, alkalmanként akronémával. A Cercomonadidával szemben az átmeneti zóna disztális vége sűrű transzverzális lemezzel rendelkezik. Az elülső ostor csillóként balra ver a Cercomonadidához hasonlóan, és egyes fajokban axonéma nélküli rövid csonkká redukálódott.
Mitokondriális cristái csőszerűek.
Az Aurigamonas haptoszómákkal rendelkezik.

## Ökológia és életmód
Heterotróf aerob klád, tagjai többnyire talajlakók vagy édesvíziek, de a legtöbb környezetben előfordulnak, és élő baktériumokat, algákat, gombákat vagy más kis eukariótákat vagy – mint Moye és Hess 2024-ben kimutatták – elhalt algákat, baktériumokat vagy növényi anyagot (például Triticum-lisztet) esznek. Nem ismert, hogy ivarosan szaporodnak-e. Sima falú cisztát képeznek. Talajlakó fajai a rizoszféra, talaj felett élő fajai a filloszféra mikrobiomjának fontos tagjai.
A Glissomonadida és a Cercomonadida gyakran fordulnak elő együtt Planctomycetia- vagy Alphaproteobacteria-fajokkal, ami összefügg a bakterivor életmóddal. A növekvő hőmérséklet növelheti a citotróf Cercozoa-fajok gyakoriságát, így e két csoportét is, és stabilizálhatja bizonyos határok közt a két csoport rendszerét.
A talaj nitrogén-, szén- és szervesanyag-mennyisége negatívan korrelál a Glissomonadidával.
A lipcsei erdőkben tavasszal a leggyakoribb Rhizaria-nemzetség a Glissomonadidába tartozó Bodomorpha.
Az Allantion az aadA1 és tetV, az Allapsidae az aadA1, a Sandonidae a vanWG antibiotikumrezisztencia-gének nagyobb gyakoriságával függnek össze, ezt a bakterivor életmód okozhatja.

### Viridiraptoridae
A Viridiraptoridae két ismert fajából 1 nekrofág és 1 parazitoid faj: az Orciraptor agilis elhalt algasejteket eszik, ekkor előbb a sejtfalat egy szűk elliptikus zónában lebontja, egy lemezét eltávolítva. Ezt feltehetően egy F-aktinban gazdag rövid lizopódium határozza meg. A Viridiraptoridae ezután a sejtváz- és ostorfehérjék expresszióját módosítja, és ostorosból ostoros amőbává alakul. Ezzel szemben a Viridiraptor invadens parazitoidként hasonlóan táplálkozik, azzal a különbséggel, hogy élő sejtek tartalmát eszi.
A Viridiraptoridae ismert fajai Leotiomycetes-fajokat nem esznek.
Egyes Zygnematophyceae-fajok (Closterium, Mesotaenium, Netrium, Serritaenia, Staurastrum, Staurodesmus) és a Leotiomycetes ellenállnak az Orciraptornak és a Viridiraptornak is, a Staurastrum brachiatumot és a Staurastrum hirsutumot az O. agilis ritkán eszik, és nem teszik lehetővé annak növekedését, de vannak lassú növekedést biztosító fajok, például a gombák közt a Saccharomycetes és a Tremellomycetes vagy a Zygnematophyceae kládban a Casmarium, míg például a valódi zöldmoszatok, a Cryptophyceae és az Euglenophyceae gyors növekedést tesznek lehetővé, megint más csoportok, például a  Nem ismert, hogy a nekrofágia és a parazitoidizmus a Viridiraptoridae levezetett jellemzője, vagy más kis ostorosokban is megtalálható.
Az Orciraptor agilis élő sejteket nem eszik.
A V. invadens endoszimbiontája a Finniella inopinata.

## Élőhely
Talajban és édesvízben él, de megtalálható városi szennyvíztisztítókban, zöld-, vöröshó-mintákban, sötét jégben és jégmagokban is.

## Filogenetika
Az alábbi kladogram a legtöbb Glissomonadida-klád kapcsolatait mutatja be:
|  | Viridiraptoridae |
|  |                  |
|  | Y klád           |
|  |                  |

|  | Bodomorphidae                                               |
|  |                                                             |
|  | \| \| Dujardinidae \| \| \| \| \| \| Sandonidae \| \| \| \| |
|  |                                                             |
|  | Dujardinidae                                                |
|  |                                                             |
|  | Sandonidae                                                  |
|  |                                                             |

|  | Dujardinidae |
|  |              |
|  | Sandonidae   |
|  |              |

|  | Saccharomycomorphidae |
|  |                       |
|  | Proleptomonadidae     |
|  |                       |

|  | Z klád |
|  |        |
|  | U klád |
|  |        |

|  | Saccharomycomorphidae |
|  |                       |
|  | Proleptomonadidae     |
|  |                       |

|  | Z klád |
|  |        |
|  | U klád |
|  |        |

|  | Bodomorphidae                                               |
|  |                                                             |
|  | \| \| Dujardinidae \| \| \| \| \| \| Sandonidae \| \| \| \| |
|  |                                                             |
|  | Dujardinidae                                                |
|  |                                                             |
|  | Sandonidae                                                  |
|  |                                                             |

|  | Dujardinidae |
|  |              |
|  | Sandonidae   |
|  |              |

|  | Saccharomycomorphidae |
|  |                       |
|  | Proleptomonadidae     |
|  |                       |

|  | Z klád |
|  |        |
|  | U klád |
|  |        |

|  | Saccharomycomorphidae |
|  |                       |
|  | Proleptomonadidae     |
|  |                       |

|  | Z klád |
|  |        |
|  | U klád |
|  |        |

|  | Bodomorphidae                                               |
|  |                                                             |
|  | \| \| Dujardinidae \| \| \| \| \| \| Sandonidae \| \| \| \| |
|  |                                                             |
|  | Dujardinidae                                                |
|  |                                                             |
|  | Sandonidae                                                  |
|  |                                                             |

|  | Dujardinidae |
|  |              |
|  | Sandonidae   |
|  |              |

|  | Saccharomycomorphidae |
|  |                       |
|  | Proleptomonadidae     |
|  |                       |

|  | Z klád |
|  |        |
|  | U klád |
|  |        |

|  | Saccharomycomorphidae |
|  |                       |
|  | Proleptomonadidae     |
|  |                       |

|  | Z klád |
|  |        |
|  | U klád |
|  |        |

|  | Bodomorphidae                                               |
|  |                                                             |
|  | \| \| Dujardinidae \| \| \| \| \| \| Sandonidae \| \| \| \| |
|  |                                                             |
|  | Dujardinidae                                                |
|  |                                                             |
|  | Sandonidae                                                  |
|  |                                                             |

|  | Dujardinidae |
|  |              |
|  | Sandonidae   |
|  |              |

|  | Saccharomycomorphidae |
|  |                       |
|  | Proleptomonadidae     |
|  |                       |

|  | Z klád |
|  |        |
|  | U klád |
|  |        |

|  | Saccharomycomorphidae |
|  |                       |
|  | Proleptomonadidae     |
|  |                       |

|  | Z klád |
|  |        |
|  | U klád |
|  |        |

|  | Viridiraptoridae |
|  |                  |
|  | Y klád           |
|  |                  |

|  | Bodomorphidae                                               |
|  |                                                             |
|  | \| \| Dujardinidae \| \| \| \| \| \| Sandonidae \| \| \| \| |
|  |                                                             |
|  | Dujardinidae                                                |
|  |                                                             |
|  | Sandonidae                                                  |
|  |                                                             |

|  | Dujardinidae |
|  |              |
|  | Sandonidae   |
|  |              |

|  | Saccharomycomorphidae |
|  |                       |
|  | Proleptomonadidae     |
|  |                       |

|  | Z klád |
|  |        |
|  | U klád |
|  |        |

|  | Saccharomycomorphidae |
|  |                       |
|  | Proleptomonadidae     |
|  |                       |

|  | Z klád |
|  |        |
|  | U klád |
|  |        |

|  | Bodomorphidae                                               |
|  |                                                             |
|  | \| \| Dujardinidae \| \| \| \| \| \| Sandonidae \| \| \| \| |
|  |                                                             |
|  | Dujardinidae                                                |
|  |                                                             |
|  | Sandonidae                                                  |
|  |                                                             |

|  | Dujardinidae |
|  |              |
|  | Sandonidae   |
|  |              |

|  | Saccharomycomorphidae |
|  |                       |
|  | Proleptomonadidae     |
|  |                       |

|  | Z klád |
|  |        |
|  | U klád |
|  |        |

|  | Saccharomycomorphidae |
|  |                       |
|  | Proleptomonadidae     |
|  |                       |

|  | Z klád |
|  |        |
|  | U klád |
|  |        |

|  | Bodomorphidae                                               |
|  |                                                             |
|  | \| \| Dujardinidae \| \| \| \| \| \| Sandonidae \| \| \| \| |
|  |                                                             |
|  | Dujardinidae                                                |
|  |                                                             |
|  | Sandonidae                                                  |
|  |                                                             |

|  | Dujardinidae |
|  |              |
|  | Sandonidae   |
|  |              |

|  | Saccharomycomorphidae |
|  |                       |
|  | Proleptomonadidae     |
|  |                       |

|  | Z klád |
|  |        |
|  | U klád |
|  |        |

|  | Saccharomycomorphidae |
|  |                       |
|  | Proleptomonadidae     |
|  |                       |

|  | Z klád |
|  |        |
|  | U klád |
|  |        |

|  | Bodomorphidae                                               |
|  |                                                             |
|  | \| \| Dujardinidae \| \| \| \| \| \| Sandonidae \| \| \| \| |
|  |                                                             |
|  | Dujardinidae                                                |
|  |                                                             |
|  | Sandonidae                                                  |
|  |                                                             |

|  | Dujardinidae |
|  |              |
|  | Sandonidae   |
|  |              |

|  | Saccharomycomorphidae |
|  |                       |
|  | Proleptomonadidae     |
|  |                       |

|  | Z klád |
|  |        |
|  | U klád |
|  |        |

|  | Saccharomycomorphidae |
|  |                       |
|  | Proleptomonadidae     |
|  |                       |

|  | Z klád |
|  |        |
|  | U klád |
|  |        |

## Rendszertan
2018-as rendszertana:
- Saccharomycomorphidae Feng, He, Jiang, Zhang et Yu, 2021[22]
- Allapsina Cavalier-Smith, 2018
  - Allapsidae Howe, Bass, Vickerman, Chao et Cavalier-Smith, 2009
    - Allapsa Howe, Bass, Vickerman, Chao et Cavalier-Smith, 2009
    - Allantion Sandon, 1924
    - Teretomonas Howe, Bass, Vickerman, Chao et Cavalier-Smith, 2009
- Sandonina Cavalier-Smith, 2018
  - Dujardinidae Cavalier-Smith et Howe, 2011
    - Dujardina Cavalier-Smith et Howe, 2011

  - Bodomorphidae Hollande, 1952
    - Bodomorpha Hollande, 1942

  - Sandonidae Howe, Bass, Vickerman, Chao et Cavalier-Smith, 2009
    - Flectomonas Howe, Bass, Vickerman, Chao et Cavalier-Smith, 2009
    - Mollimonas Howe et Cavalier-Smith, 2011
    - Neoheteromita Howe, Bass, Vickerman, Chao et Cavalier-Smith, 2009
    - Sandona Howe, Bass, Vickerman, Chao et Cavalier-Smith, 2009

  - Proleptomonadidae Howe, Bass, Vickerman, Chao et Cavalier-Smith, 2009
    - Proleptomonas Woodcock, 1916
- Pansomonadina Vickerman, 2005 stat. nov. Cavalier-Smith, 2018
  - Viridiraptoridae Hess et Melkonian, 2013
    - Viridiraptor Hess et Melkonian, 2013
    - Orciraptor Hess et Melkonian, 2013

  - Agitatidae Cavalier-Smith et Bass, 2009
    - Agitata Cavalier-Smith et Bass, 2009

  - Acinetactidae Stokes, 1886
    - Acinetactis Stokes, 1886

  - Aurigamonadidae Cavalier-Smith, 2011
    - Aurigamonas Vickerman, 2005

2019-ben a Pansomonadidae a Glissomonadidától független kládként szerepelt, ezt támasztja alá egy 2016-os genetikai kutatás is.

## Genetika
Riboszomális RNS-t kódoló génjei a Phytomyxida kládhoz hasonlóan rendelkeznek intronokkal, ezért korábban több, ma a Glissomonadidába sorolt LSU rRNS-t oda soroltak például Niwa et al.

### Endoszimbionták
A V. invadens endoszimbiontája genomja legalább 1 792 168 bp hosszú, 1741 gént tartalmaz, GC-tartalma 43,42%, és a Holosporales Paracaedibacteraceae csoportjába tartozik.

## Jelentőség
Alacsony repcetermelésű területek repcegyökereiben gyakoribb.

## Fordítás
Ez a szócikk részben vagy egészben  a   Glissomonadida című angol Wikipédia-szócikk ezen változatának fordításán alapul.  Az eredeti cikk szerkesztőit annak laptörténete sorolja fel. Ez a jelzés csupán a megfogalmazás eredetét és a szerzői jogokat jelzi, nem szolgál a cikkben szereplő információk forrásmegjelöléseként.